# Anthony Andreu
Anthony Andreu (ur. 22 maja 1988) – francuski piłkarz występujący na pozycji pomocnika w Norwich City.